# شهرستان بوروفو، بلغارستان
شهرستان بوروفو (به بلغاری: Borovo Municipality) یک شهرستان در بلغارستان است که در استان روسه واقع شده‌است. شهرستان بوروفو ۲۴۵٫۳ کیلومتر مربع مساحت و ۶٬۶۹۹ نفر جمعیت دارد.